# Gaurav Gill
Gaurav Gill (* 2. prosince 1981 Nové Dillí) je indický automobilový závodník, který závodí v asijsko-pacifickém mistrovství v rally (APRC). V roce 2013 se Gaurav Gill stal prvním indickým jezdcem, který vyhrál mistrovství Asie a Pacifiku v rally. Gaurav Gill se stal vůbec prvním člověkem z motorsportu, který v roce 2019 získal Arjuna Award. Je dvorním jezdcem výrobce pneumatik MRF Tyres a v letech 2012–2017 jezdil coby reprezentant továrního týmu Škoda Motorsport v rámci APRC.
APRC vyhrál též v letech 2016 a 2017, a je též dvojnásobným mistrem Indie (2007, 2014)

## Výsledky

### WRC
| Rok  | Tým               | Třída | Vůz                | 1   | 2   | 3       | 4     | 5   | 6   | 7      | 8      | 9   | 10  | 11      | 12  | 13    | 14    | 15      | PJ        | Body |
| ---- | ----------------- | ----- | ------------------ | --- | --- | ------- | ----- | --- | --- | ------ | ------ | --- | --- | ------- | --- | ----- | ----- | ------- | --------- | ---- |
| 2008 | Team Sidvin India | PWRC  | Subaru Impreza Sti | MON | SWE | MEX     | ARG   | JOR | ITA | GRE    | TUR    | FIN | GER | NZL     | ESP | FRA   | JPN   | GBR Ret | NC        | 0    |
| 2009 | Team Sidvin India | PWRC  | Subaru Impreza Sti | IRE | NOR | CYP Ret | POR 7 | ARG | ITA | GRE    | POL    | FIN | AUS | ESP     | GBR |       |       |         | 23. místo | 2    |
| 2018 | Team MRF Tyres    | WRC-2 | Ford Fiesta R5     | MON | SWE | MEX     | FRA   | ARG | POR | ITA 12 | FIN 12 | GER | TUR | GBR 12  | ESP | AUS 5 |       |         | NC        | 0    |
| 2019 | Gaurav Gill       | WRC-2 | Ford Fiesta R5     | MON | SWE | MEX     | FRA   | ARG | CHL | POR    | ITA    | FIN | GER | TUR Ret | GBR | ESP   | AUS C |         | NC        | 0    |

### APRC
| Rok  | Tým            | Vůz                       | 1       | 2     | 3       | 4       | 5       | 6       | 7       | APRC     | Body  |
| ---- | -------------- | ------------------------- | ------- | ----- | ------- | ------- | ------- | ------- | ------- | -------- | ----- |
| 2007 | Team MRF       | Mitsubishi Lancer Evo IX  | NCL Ret | NZL   | AUS     | JPN     |         |         |         | 8. místo | 9     |
| 2007 | Team MRF       | Mitsubishi Lancer Evo VII |         |       |         |         | MAL 5   | IDN 4   | CHN Ret | 8. místo | 9     |
| 2008 | Team MRF       | Mitsubishi Lancer Evo IX  | NCL     | AUS   | NZL     | JPN     | IDN 1   | MAL Ret | CHN     | 8. místo | 17    |
| 2009 | Team MRF       | Mitsubishi Lancer Evo X   | NCL     | AUS 4 | NZL     | JPN Ret |         | IDN Ret | CHN Ret | 4. místo | 12    |
| 2009 | Team MRF       | Mitsubishi Lancer Evo IX  |         |       |         |         | MAL Ret |         |         | 4. místo | 12    |
| 2010 | Team MRF       | Mitsubishi Lancer Evo X   | MAL 2   | JPN 3 | NZL 7   | AUS 1   | NCL DNS | IDN C   | CHN Ret | 2. místo | 97    |
| 2011 | Team MRF       | Mitsubishi Lancer Evo IX  | MAL 2   | AUS 2 | NCL Ret | NZL Ret | JPN Ret | CHN Ret |         | 4. místo | 63    |
| 2012 | Team MRF Škoda | Škoda Fabia S2000         | NZL 3   | NCL 1 | AUS Ret | MAL Ret | JPN Ret | CHN Ret |         | 4. místo | 82    |
| 2013 | Team MRF Škoda | Škoda Fabia S2000         | NZL 2   | NCL 1 | AUS Ret | MAL Ret | JPN 1   | CHN 2   |         | 1. místo | 145.5 |
| 2014 | Team MRF Škoda | Škoda Fabia S2000         | NZL 1   | IND C | NCL 2   | AUS Ret | MAL 1   | JPN Ret | CHN Ret | 3. místo | 104   |
| 2015 | Team MRF Škoda | Škoda Fabia S2000         | NZL 2   | NCL 1 | AUS Ret | MAL 2   | JPN Ret | CHN Ret |         | 3. místo | 104   |